# Johnius mannarensis
Johnius mannarensis es una especie de pez de la familia Sciaenidae en el orden de los Perciformes.

## Morfología
• Los machos pueden llegar alcanzar los 16 cm de longitud total.
- Escamas pequeñas.[1][2]

## Hábitat
Es un pez de clima tropical y demersal.

## Distribución geográfica
Se encuentra en el Índico: Sri Lanka y las costas meridionales de la India.

## Observaciones
Es inofensivo para los humanos.